# Alcis clavior
Alcis clavior är en fjärilsart som beskrevs av Alexander Michailovitsch Djakonov. Alcis clavior ingår i släktet Alcis och familjen mätare. Inga underarter finns listade i Catalogue of Life.